# Paradoxo de Russell
O Paradoxo de Russell é um paradoxo descoberto por Bertrand Russell em 1901 e que mostra que no sistema do livro de Frege Leis fundamentais da aritmética pode ser derivada uma contradição. O paradoxo foi comunicado por uma carta a Frege de 1902. Frege publicou o paradoxo no segundo volume de seu livro em 1903, num posfácio, mas Russell o publicou antes no seu livro Princípios das Matemáticas. Parece ter sido descoberta independentemente, mas não publicada, por Ernst Zermelo, pertencente ao círculo de Hilbert, e permaneceu conhecida apenas por David Hilbert, Edmund Husserl, e outros acadêmicos na Universidade de Göttingen. Posteriormente, foi publicado no clássico Principia Mathematica e em muitos outro lugares. No final da década de 1890, Georg Cantor―considerado o fundador da moderna teoria dos conjuntos―já havia percebido que sua teoria levaria a uma contradição, o que ele contou a Hilbert e Richard Dedekind por carta.

## Formulação matemática
Considere que o conjunto M é: "o conjunto de todos os conjuntos que não possuam a si próprios como elementos". Se todos os conjuntos estão formando o outro conjunto, então ele não pode ser um conjunto, daí surge o paradoxo: não existe conjunto de todos os conjuntos, nem classe de todas as classes. Quando se diz que a classe está dentro de todas as outras, então se diz que ela é maior que ela mesma (absurdo) formalmente: A é elemento de M se e só se A não é elemento de A.
{\displaystyle M=\{A\mid A\not \in A\}},
No sistema de Cantor, M é um conjunto bem definido. Será que M se contém a si mesmo?  Se sim, não é membro de M de acordo com a definição. Por outro lado, supondo que M não contém a si mesmo, tem de ser membro de M, de acordo com a definição de M. Assim, as afirmações "M é membro de M" e "M não é membro de M" conduzem ambas a contradições.
No sistema de Frege, M corresponde ao conceito não recai no conceito da sua definição. O sistema de Frege também conduz a contradições: de que há uma classe definida por este conceito, que recai no conceito da sua definição apenas no caso de não recair.

## Aplicações
O paradoxo do barbeiro, semelhante na formulação ao de Russell, foi utilizado por Kurt Gödel para provar o seu teorema da incompletude. Alan Turing provou a indecidibilidade do problema da parada usando o mesmo paradoxo.